# Internationale Vereinigung für die Farbe

Die Internationale Vereinigung für die Farbe (französisch Association Internationale de la Couleur (AIC)) ist eine wissenschaftliche Gesellschaft. Ihr Ziel ist es, Forschung in allen Gebieten der Farbe anzuregen, das Wissen, welches durch diese Forschung gewonnen wird, zu verbreiten und seine Anwendung zur Lösung von Problemen in Wissenschaft, Kunst, Design und in der Industrie auf einer internationalen Grundlage zu fördern. 

## Geschichte
Die Gründung der AIC erfolgte am 21. Juni 1967 in Washington, D.C., USA, während der 16. Sitzung der CIE (Commission Internationale de L'Éclairage).
Ihr erster Präsident war William David Wright (1967–1969, Großbritannien).
Die Präsidenten, die Wright folgten, waren:
- Yves LeGrand (1970–1973, Frankreich)
- Tarow Indow (1974–1977, Japan)
- C. James Bartleson (1978–1981, USA)
- Robert William Gainer Hunt (1982–1985, Vereinigtes Königreich)
- Heinz Terstiege (1986–1989, Deutschland)
- Alan R. Robertson (1990–1993, Kanada)
- Lucia Rositani Ronchi (1994–1997, Italien)
- Mitsuo Ikeda (1998–2001, Japan)
- Paula Jean Alessi (2002–2005, USA)
- José Luis Caivano (2006–2009, Argentinien)
- Berit Bergström (2010–2013, Schweden)
- Javier Romero (2014–2015, Spanien)
- Nick Harkness (2016–2017, Australien)
- Tien-Rein Lee (2018–2019, Taiwan)
- Vien Cheung (2020–2021, Vereinigtes Königreich)
- Leslie Harrington (2022–2023, Vereinigte Staaten)
- Maurizio Rossi (2024–2025, Italien)

## Kongresse
Alle vier Jahre organisierte die AIC internationale Farbkongresse. Sie ist auch für die Organisation von „Midterm“-Tagungen, die zwei Jahre nach den Kongressen stattfinden und der „Interim“-Tagungen verantwortlich, die jeweils ein und drei Jahre nach einem Kongress stattfinden.

## Mitglieder
Die regelmäßigen Mitglieder der AIC sind nationale Farb-Vereinigungen unterschiedlicher Länder. Zusätzlich hat die AIC Einzelmitglieder (Personen) und korporative Mitglieder (andere mit ihr in Verbindung stehende internationale Gesellschaften).

## Executive Committee
Das Executive Committee wird von sieben Personen gebildet: ein Präsident, ein Vizepräsident, ein Sekretär/Schatzmeister und vier gewöhnliche Mitglieder. Dieses Komitee, dessen sieben Mitglieder aus unterschiedlichen Ländern stammen müssen, wird alle vier Jahre durch Wahlen erneuert, die auf den Mitgliederversammlungen durchgeführt werden, welche während der Kongresse abgehalten werden.

## Deane B. Judd Award
Seit 1975 gibt das AIC alle zwei Jahre einzelnen Forschern oder kleinen Forschergruppen einen internationalen Preis, um hervorragende Arbeiten in der Farbwissenschaft zu honorieren: den Deane B. Judd Award.
Die Farbforscher, die diesen Preis empfangen haben, sind:
- 1975: Dorothy Nickerson (Vereinigte Staaten)
- 1977: William David Wright (Vereinigtes Königreich)
- 1979: Günter Wyszecki (Deutschland, Vereinigte Staaten, Kanada)
- 1981: Manfred Richter (Deutschland)
- 1983: David Lewis MacAdam (Vereinigte Staaten)
- 1985: Leo Maurice Hurvich und Dorothea Jameson (Vereinigte Staaten)
- 1987: Robert William Gainer Hunt (Vereinigtes Königreich)
- 1989: Tarow Indow (Japan, Vereinigte Staaten)
- 1991: Johannes J. (Hans) Vos and Pieter L. Walraven (Niederlande);
- 1993: Yoshinobu Nayatani (Japan)
- 1995: Heinz Terstiege (Deutschland)
- 1997: Anders Hård, Gunnar Tonnquist und Lars Sivik (Schweden)
- 1999: Fred Wallace Billmeyer Jr. (Vereinigte Staaten)
- 2001: Roberto Daniel Lozano (Argentinien)
- 2003: Mitsuo Ikeda (Japan)
- 2005: John B. Hutchings (Vereinigtes Königreich)
- 2007: Alan R. Robertson (Kanada)
- 2009: Arne Valberg (Norwegen)
- 2011: Lucia R. Ronchi (Italien)
- 2013: Roy S. Berns (Vereinigte Staaten)
- 2015: Françoise Viénot (France)
- 2017: Ming Ronnier Luo (Vereinigtes Königreich)
- 2019: Hirohisa Yaguchi (Japan)
- 2021: John McCann (Vereinigte Staaten)
- 2023: Rolf Georg Kuehni (Vereinigte Staaten)